# Acacia paramattensis
Acacia paramattensis é uma espécie de leguminosa do gênero Acacia, pertencente à família Fabaceae.